# Comté (formaggio)

Area del Comtè AOC

Il Comté è un formaggio francese a pasta pressata cotta da latte di vacca originario della Franca Contea.
Dal 1958 gode del marchio AOC, ossia dell'Appellation d'origine contrôlée.